# 蒙得維的亞車站
蒙得維的亞火車站（西班牙語：Estación de Ferrocarriles de Montevideo），也稱為中央車站，是烏拉圭蒙得維的亞的主要鐵路車站。

## 歷史
由於鳳凰計劃的實施，蒙得維的亞原有的主要車站阿蒂加斯將軍車站被關閉，取而代之的是舊建築以北500米處的一個新的小型車站。目前中央車站所在的新大樓建於1999年，並於2003年啟用。據估計，該車站的更換導致服務和乘客減少。